# 朱尼爾·阿爾坎塔拉
朱尼爾·阿爾坎塔拉·雷耶斯（西班牙語：Junior Alcántara Reyes，2004年10月2日—）是一名多明尼加男子拳擊運動員。他代表多明尼加隊參加了巴黎舉行的2024年夏季奧林匹克運動會，並且在蠅量級拳擊比賽上獲得銅牌。

## 運動生涯
2019年，阿爾坎塔拉是多明尼加共和國學校運動會的金牌得主，並在該運動會中被發掘進入國家隊。
在2022年世界青少年拳擊錦標賽中，他以4-1擊敗烏克蘭的弗拉迪斯拉夫·康德拉蒂烏克（Vladyslav Kondratiuk），但以1-4敗於澳大利亞的傑·迪克遜（Jye Dixon）。
他參加2023年世界男子拳擊錦標賽，以5-0擊敗肯亞的阿貝德內戈·卡亞洛（Abednego Kyalo），之後在最低重量級別的十六強賽中以0-5敗給日本的荒竹一真。阿爾坎塔拉以0-5敗於哥倫比亞的尤韋連·馬丁內斯，贏得2023年中美洲及加勒比海運動會銀牌。在2023年泛美運動會拳擊比賽中，他為自己的國家贏得51公斤級金牌，成為多明尼加共和國第四位拳擊金牌得主。他還贏得2024年夏季奧林匹克運動會的出賽資格，並且在蠅量級拳擊比賽上獲得銅牌。

## 外部連結
- 朱尼爾·阿爾坎塔拉在BoxRec（英语）